# Pseudoparatettix macrophthalmus
Pseudoparatettix macrophthalmus är en insektsart som först beskrevs av Günther, K. 1935.  Pseudoparatettix macrophthalmus ingår i släktet Pseudoparatettix och familjen torngräshoppor. Inga underarter finns listade i Catalogue of Life.